# Qianshui
Qianshui (kinesiska: 浅水) är en köping i sydöstra Kina. Den ligger i Wuchuan i staden Zhanjiang i provinsen Guangdong, omkring 310 kilometer sydväst om provinshuvudstaden Guangzhou. Antalet invånare är 31 296. Befolkningen består av 15 335 kvinnor och 15 961 män. Barn under 15 år utgör 28,0 %, vuxna 15-64 år 62 %, och äldre över 65 år 9,0 %.